# Sauverny (Genève)
Pour les articles homonymes, voir Sauverny.
Sauverny est un hameau de la commune suisse de Versoix, voisin de la commune française homonyme. Il en fut détaché en vertu du 
traité de Paris de 1815.
L'observatoire astronomique de Genève se trouve près du hameau.